# Élections sénatoriales de 2020 au Kansas
Les élections sénatoriales de 2020 au Kansas ont lieu le 3 novembre 2020 afin d'élire les 40 membres du Sénat de l'État américain du Kansas.

## Système électoral
Le Sénat du Kansas est la chambre haute de son parlement bicaméral. Il est composé de 40 sièges pourvus pour quatre ans au scrutin uninominal majoritaire à un tour dans autant de circonscriptions.

## Résultats
|        |                   |           |       |        |               |  |  |  |  |
| Partis | Partis            | Voix      | %     | Sièges | +/-           |  |  |  |  |
|        | Parti républicain | 817 169   | 63,11 | 29     | en stagnation |  |  |  |  |
|        | Parti démocrate   | 477 582   | 36,89 | 11     | en stagnation |  |  |  |  |
|        |                   |           |       |        |               |  |  |  |  |
| Total  | Total             | 1 294 751 | 100   | 40     | en stagnation |  |  |  |  |